# عثمان بن قرهب
عثمان بن قرهب (نشط في القرن التاسع الميلادي) كان قائدًا عسكريًّا في وقت الفتح الإسلامي لباليرمو وجنوب إيطاليا في عام 831.
أصل عثمان غير معروف حيث ينتهي نسبه في الكتب عند أبيه قرهب. بعد وفاة القائد العسكري البربري أصباغ بن الوكيل [الإيطالية]
، تولى عثمان السلطة، لكن أمير القيروان الأغلبي زيادة الله الأول، أطاح به، وعين رسميًا أبا فهر محمد بن عبد الله بن أغلب في أوائل عام 832 م.

## ملحوظات
1. 1 2

## فهرس
- Amari, Michele (1854). Storia dei Musulmani di Sicilia (بالإيطالية). F. Le Monnier. Archived from the original on 2023-11-02.
- Sanfilippo, Pietro (1859). Compendio della storia di Sicilia (بالإيطالية). Fratelli Pedone Lauriel.